# 帕奈號長江炮艦
帕奈号（USS Panay (PR–5)）是美國海軍旗下一艘在中国揚子江巡航服役的长江炮舰。该船由位於上海的江南造船厂建造，于1927年11月10日下水。該船最終在1937年帕奈号事件中，被侵華日軍所擊沉。